# مهرجان سوق واقف
مهرجان سوق واقف أو كما يُعرف إعلامياً ربيع سوق واقف هو مهرجان ذا طابع تراثي يهدف إلى إحياء الذاكرة الثقافية القطرية والخليجية، وتعزيز حضورها في مختلف الفعاليات المحلية والمناسبات الوطنية. يقام سنوياً في العاصمة القطرية الدوحة و مقره سوق واقف إحد أعرق الأسواق بالخليج.

## الفعاليات
تخصص ساحة الأحمد الشهيرة بالسوق الألعاب المهارة والترفيه، إضافة إلى عروض مسرحية وغنائية للأطفال،  كما أن المهرجان ظل محافظاً على اللمسة التراثية والتقليدية عبر الانتشار الواسع للمطاعم والأكلات الشعبية وتعليم مهارة ركوب الخيل والجمال.
يقدم المهرجان عروض و حفلات غنائية يقدمها  فنانون قطريون و نخبة مختارة من فناني الخليج و الوطن العربي  كل خميس وجمعة في هذا السوق طيلة 15 يوماً . تحت رعاية إذاعة صوت الريان القطرية.

## المهرجانات سوق واقف
- مهرجان الربيع
- ومهرجان عيد الأضحى
- مهرجان عيد الفطر
- مهرجان اليوم الوطني.